# Ville-au-Montois
Ville-au-Montois is een gemeente in het Franse departement Meurthe-et-Moselle (regio Grand Est) en telt 263 inwoners (1999).
De gemeente maakt deel uit van het arrondissement Briey en sinds begin 2015 van het kanton Mont-Saint-Martin. Daarvoor hoorde het bij het kanton Villerupt in hetzelfde arrondissement.

## Geografie
De oppervlakte van Ville-au-Montois bedraagt 12,3 km², de bevolkingsdichtheid is 21,4 inwoners per km².
De onderstaande kaart toont de ligging van Ville-au-Montois met de belangrijkste infrastructuur en aangrenzende gemeenten.

## Demografie
Onderstaande figuur toont het verloop van het inwonertal (bron: INSEE-tellingen).